# Thelenota anax
Thelenota anax is een zeekomkommer uit de familie Stichopodidae.
De wetenschappelijke naam van de soort werd in 1921 gepubliceerd door Clark.